# Ira Gershwin
Ira Gershwin (ur. 6 grudnia 1896, zm. 17 sierpnia 1983) – amerykański autor tekstów, starszy brat kompozytora George'a Gershwina.

## Życiorys
Ira Gershwin (właśc. Israel Gershowitz) urodził się w Nowym Jorku. Jego rodzicami byli Morris Gershowitz i Rosa Bruskin, żydowscy emigranci z Rosji. W latach 1914–16 studiował w City College of New York. W 1926  Ira Gershwin poślubił Leonore Strunsky.
Razem z autorem powieści Porgy Edwinem DuBose Heywardem pracował nad librettem do opery z muzyką swojego brata Porgy and Bess, w której zostały przedstawione losy murzyńskiej społeczności Catfish Row, osiedla w Charleston w Karolinie Południowej i panujące w tej społeczności stosunki, co zapewniło mu trwałe miejsce w historii muzyki klasycznej.
9 sierpnia 1985 w uznaniu wybitnego i nieocenionego wkładu w amerykańską muzykę, teatr i kulturę, został pośmiertnie - wraz ze swoim młodszym bratem George'em - uhonorowany Złotym Medalem Kongresu (Congressional Gold Medal) - jednym z najwyższych odznaczeń cywilnych w Stanach Zjednoczonych.

## Wyróżnienia
W 1932 wraz z George’em S. Kaufmanem, Morrie’m Ryskindem otrzymał Nagrodę Pulitzera w dziedzinie dramatu za sztukę Of Thee I Sing. Posiada swoją gwiazdę na Hollywoodzkiej Alei Gwiazd.